# خوليو آبرو
خوليو آبرو (بالإسبانية: Julio Abreu)‏ هو سباح باراغواياني، ولد في 10 يونيو 1954.